# Gentil Ferreira Viana
Gentil Ferreira Viana (1935 - 23 février 2008) est un homme politique angolais. 
Il fonde avec d'autres indépendantistes le Mouvement populaire de libération de l'Angola (MPLA). En 1974, lui et Joaquim Pinto de Andrade quittent le MPLA et créent le mouvement Activa Revolt; Les deux hommes meurent le même jour en 2008.